# Moziverzum
A Moziverzum a TV2 Média Csoport második mozicsatornája, amely 2019-ben indult. Közvetlen konkurenciája az RTL Magyarországhoz tartozó Moziklub és RTL Három nevű filmcsatorna.
A csatorna hangja Kautzky Armand, az HBO (1994-2013) korábbi hangja, valamint a Retro Rádió állomáshangja.

## Története
A Moziverzum eredetileg a TV2 filmblokkjának és -magazinjának neve volt. A filmblokk 2002–2013, míg a magazin 2005–2006 között futott.
A Moziverzum, mint tévécsatorna története akkor kezdődött, amikor a román médiahatóság 2017. június 13-án elfogadta a TV2 Csoport tervezetét. Az eredeti tervek szerint a csatorna 2017 második felében indult volna, de ezt a TV2 eltolta, emellett a csatornát 2017. április 3-án védette le a TV2 Csoport.
Végül a TV2 Csoport programigazgatója 2018. május 8-án bejelentette az új prémium filmcsatorna indulását. A Moziverzum sugárzási engedélye Magyarország, Románia, Szlovákia, Ukrajna, Szerbia és Horvátország területére szól, műholdas disztribúcióval. A Moziverzum induló költségvetése 900 000 euró volt.
A csatorna tesztadása 2019. február 12-én kezdődött, először tesztábrával, majd ajánlókkal és filmkulissza-műsorokkal. A képernyőlogó ezalatt színes volt. A csatorna végül 2019. február 17-én, 19 órakor indult a Transformers: Az utolsó lovag premierjével. A csatornát a TV2 eredetileg "prémium filmcsatornaként" indította el és megszakítás nélkül sugárzott filmeket egészen 2019. április 1-ig, amikor megkezdődött a reklámblokkjainak értékesítése az Atmediánál.
2022. március 16. óta a filmek visszanézése (valamint a weboldal böngészése) csak a TV2 Play Prémium hozzáférésével érhető el.
A csatorna indulása előtt a csatorna román médiajoghatósággal került, amely ezzel a román CNA-tól kapta a sugárzási engedélyt.

## Műsorai
A programkínálat 100%-ban vásárolt tartalmakból áll, széles műfajkínálattal. A filmeken kívül élőben közvetíti az Oscar-díjátadó gálákat is.